# Francisco Aritmendi
Francisco Aritmendi Criado (Málaga del Fresno, Guadalajara, España; 19 de septiembre de 1938-Guadalajara, España; 12 de abril de 2020) fue un atleta español, especialista en las carreras de larga distancia y de campo a través. Fue el primer atleta español en ganar una prueba internacional, al imponerse en 1964 en el Cross de las Naciones, considerado el campeonato mundial oficioso de la especialidad. Entre sus éxitos a nivel nacional destacan dos campeonatos de España de campo a través, un campeonato de España de 10000 metros y la plusmarca de los 5000 metros, establecida en 1964, que le permitió participar en los Juegos Olímpicos de Tokio de ese año. Fue internacional en 14 ocasiones con la selección española.

## Biografía
Francisco Aritmendi nació en 1938, en plena guerra civil española. A causa del conflicto, vino al mundo en la localidad alcarreña de Málaga del Fresno, aunque su familia era del vecino municipio de Cogolludo, donde regresó para pasar sus primeros años de vida. 
De familia humilde, su infancia estuvo marcada por la dureza de la postguerra española. En el colegio nació su afición por la práctica deportiva. Empezó jugando a fútbol en el equipo local, donde pronto destacó por su velocidad. Su debut en una competición atlética fue en 1957, en el campeonato provincial júnior que organizaba el Frente de Juventudes, donde sorprendió al obtener un segundo puesto, a pesar de una condición física aparentemente limitada: medía menos de 160 cm y apenas superaba los 50 kilos de peso. Un año más tarde venció en el campeonato provincial, lo que le dio derecho a participar en el campeonato nacional júnior —por entonces llamado Juegos Nacionales del Frente de Juventudes— donde ganó la prueba de 5000 metros, a pesar de correr con unas zapatillas de esparto.
Sus éxitos no pasaron desapercibidos para los grandes clubes y, todavía en edad juvenil, ingresó en la sección atlética del Real Madrid. Permaneció dos años en el club de la capital, hasta que con 21 años tuvo que realizar el servicio militar en Zaragoza, y allí fichó por la Sociedad Deportiva Arenas. Fue durante su estancia en Aragón cuando su carrera empezó a despegar. En 1961 debutó en el campeonato de España de campo a través con un decimoctavo puesto, y un año más tarde ya fue noveno. Sus buenas actuaciones le abrieron la puerta de la selección española y en 1962 debutó en el Cross de las Naciones. Finalizó en 33ª posición y ganó la medalla de plata por equipos.
Acabado el servicio militar, aceptó una oferta para incorporarse a la sección atlética del Club de Fútbol Barcelona, donde entrenó a las órdenes de Gregorio Rojo. En 1963 quedó en segunda posición en el campeonato nacional de cross, tan sólo superado por Mariano Haro. Sin embargo, en el Cross de las Naciones que ese año se corría en España —en el Hipódromo de San Sebastián— no cumplió las expectativas y abandonó en el último kilómetro, privando al equipo español de lograr la victoria por equipos.
1964 fue el mejor año de su carrera. El 8 de marzo, en San Sebastián se proclamó por primera campeón de España de campo a través, superando a Fernando Aguilar con un tiempo de 34 minutos y 54 segundos. A pesar del título nacional, Aritmendi no partía entre los favoritos para el Cross de las Naciones de ese año, que se disputó dos semanas más tarde en el hipódromo de Leopardstown de Dublín. Por delante de él, atletas como Gaston Roelants, Melvin Batty o Basil Heatley figuraban como favoritos en las apuestas, pero Aritmendi logró descolgarlos a todos, y entró primero en la meta con un tiempo de 40 minutos y 33 segundos, 9 segundos por delante del inglés Ron Hill. Con su inesperada victoria, Aritmendi consiguió el mayor éxito del atletismo español hasta esa fecha.
Tras su triunfo en el Cross de las Naciones de 1964, Artimendi inició su preparación para participar en los Juegos Olímpicos, que se celebraban en octubre de ese año en Tokio. Su objetivo era estar la prueba de los 10000 metros pero en el campeonato de España de la modalidad finalizó, por segundo año consecutivo, en tercera posición, tras Mariano Haro y Fernando Aguilar. No obtuvo la mínima para participar en la prueba olímpica de los 10000 metros, pero sí para los 5000 metros, ya que el 4 de julio de 1964, en una reunión internacional en Berlín, donde quedó en tercera posición, batió la plusmarca española de la modalidad, con un tiempo de 13:53.4. Aritmendi fue el abanderado de la delegación española en los Juegos Olímpicos de Tokio 1964. Sobre la pista, no pudo superar las eliminatorias previas: fue cuarto en su serie, quedando a un puesto de clasificarse para la final de los cinco kilómetros.
Aritmendi empezó 1965 con buen pie: el 26 de febrero batió el récord de España de 3000 metros en pista cubierta y luego revalidó el título nacional de campo a través, pero una inoportuna lesión, pocos días antes de la disputa del Cross de las Naciones, no le permitió rendir al nivel óptimo para revalidar el título. Finalizó 23º, siendo el español mejor clasificado. En las ediciones siguientes no consiguió mejorar esta discreta actuación: ausente en 1966, fue 35º en 1967 y 52.º en 1968, aunque ese año, el último en que participó en la prueba, logró la medalla de bronce por equipos. En el campeonato nacional de cross tampoco logró volver a subir al podio: fue cuarto en 1966 y quinto en 1967 y 1968.
Aunque en las pruebas de campo a través no volvió a estar entre los mejores, en la recta final de su carrera logró varios éxitos en pista. En 1965 fue subcampeón de España de 5000 metros, tras Mariano Haro, y en 1966 consiguió el único título nacional en pista de su carrera: el de 10000 metros. A finales de ese mismo año logró también la victoria en la clásica barcelonesa Jean Bouin.
A pesar de sus éxitos deportivos, Aritmendi llevaba una vida humilde. Casado y padre de cuatro hijos, para mantener a su familia tuvo que combinar la práctica semiprofesional del atletismo con otros trabajos. Durante su estancia en el CF Barcelona desempeñó varias tareas, desde encargado de la limpieza, hasta portero y recogepelotas. Decepcionado con el club azulgrana, en 1967 fichó por su rival ciudadano, el RCD Español. No mejoró su situación y un año más tarde se marchó a Lasarte, pueblo natal de su esposa. Allí compitió brevemente en la Gimnástica de Ulía, hasta que optó por retirarse, a los 29 años, y regresar a su Guadalajara natal para sacar adelante a su familia, trabajando incluso de albañil o jardinero. Fue también entrenador y gracias a la intervención del Ministro José Solís fue nombrado ordenanza de la Delegación de Cultura.
El vencedor del Cross de las Naciones de 1964 falleció en Guadalajara, en la madrugada del domingo de Resurrección, 12 de abril de 2020, en pleno estado de alarma debido a la pandemia de COVID-19, a la edad de 81 años.

## Premios y reconocimientos
Entre los principales reconocimientos recibidos por Francisco Aritmendi destaca la medalla de bronce al Mérito Deportivo de 2007, uno de los máximos galardones del deporte español. En 1997 también recibió la medalla de oro al Mérito Deportivo de la Junta de Comunidades de Castilla-La Mancha.
La ciudad de Guadalajara le ha dedicado una calle, el Paseo de Francisco Aritmendi, donde su ubican las pistas de atletismo Fuente de la Niña. También en su honor, en 2010 su pueblo natal, Málaga del Fresno, dio su nombre al complejo polideportivo municipal. En 2011 fue nombre Hijo Adoptivo de Cogolludo.

## Palmarés

### Palmarés internacional
- Cross de las Naciones (1): 1964
- Jean Bouin (1): 1966

### Palmarés nacional
- Campeonato de España de 5000 metros júnior
  - Oro (1): 1958

- Campeonato de España de 5000 metros
  - Plata (1): 1965
  - Bronce (2): 1963, 1964

- Campeonato de España de 10000 metros
  - Oro (1): 1966

- Campeonato de España de campo a través
  - Oro (2): 1964, 1965
  - Plata (1): 1963

- Campeonato de Cataluña de campo a través
  - Oro (4): 1963, 1964, 1966 y 1967

## Mejores marcas
| Prueba                       | Fecha      | Lugar     | Tiempo  | Tiempo           |
| ---------------------------- | ---------- | --------- | ------- | ---------------- |
| 3000 metros                  | 25/07/1965 | La Coruña | 8:12.2  |                  |
| 3000 metros (pista cubierta) | 25/02/1965 | Madrid    | 8:22.2  | Récord de España |
| 5000 metros                  | 04/07/1964 | Berlín    | 13:53.4 | Récord de España |
| 10000 metros                 | 19/07/1964 | Bilbao    | 29:52.0 |                  |